# Jezioro Głęboczek (Mierzyn)
Jezioro Głęboczek – jezioro w województwie wielkopolskim, w powiecie międzychodzkim, w gminie Międzychód, położone we wsi Mierzyn (województwo wielkopolskie); przy dwóch drogach wojewódzkich: 160 oraz 199. Jezioro leży na terenie Kotliny Gorzowskiej, na południowym skraju Puszczy Noteckiej, w zlewni rzeki Warty.

## Dane morfometryczne
Powierzchnia zwierciadła wody jeziora Głęboczek wynosi 10 ha.
Zwierciadło wody położone jest na wysokości 37 m n.p.m.
Jezioro należy do płytkich, maksymalna głębokość to 3,6 m.

## Przyroda
Nad jego brzegami rosną ciekawe rośliny, m.in. goździk piaskowy i pstry, oraz krzewy będące mieszańcami malin i jeżyn. Przeważają tu okazy sosen. W lasach żyją dziki, sarny, lisy oraz borsuki. Nad wodami spotkać można bobry.

## Położenie i zagospodarowanie linii brzegowej
Przy pd. krańcu jeziora, gdzie na niewielkim odcinku brzegu nie jest porośnięty trzcinami, znajduje się dogodne miejsce do kąpieli. W pd.-wsch. części jeziora usytuowane jest kąpielisko, zaś na brzegu pd.-zach. pole biwakowe. Miejsce biwakowania jest obiektem ogólnodostępnym przygotowanym przez Nadleśnictwo Międzychód.

## Turystyka
Wzdłuż wschodniego brzegu jeziora Głęboczek wiedzie szlak turystyczny pieszy – żółty, dobrze oznakowany przez PTTK. Skrajem skarpy nadjeziornej możemy obejść całe jezioro, jest to 1,650 km i zajmie ok. 20 minut.